# 马努·吉诺比利
埃马努埃尔·大卫·「馬紐」·吉诺比利·马卡里（西班牙語：Emanuel David "Manu" Ginóbili Maccari，1977年7月28日—），已退役阿根廷职业篮球运动员，其NBA生涯效力於聖安東尼奧馬刺隊，綽號「鬼之切入」、「妖刀」、「阿根廷刺客」，球衣號碼為20號，司職得分後衛。他身高1米98，體重93公斤。左手球员，善於蛇形突破和远射，並有獨門絕技歐洲步，与蒂姆·邓肯和托尼·帕克组成“GDP三巨头”，帮助马刺队于2003年、2005年、2007年、2014年获得NBA总冠军。
2018年8月28日，吉诺比利正式宣佈退役，結束16年於馬刺隊的NBA生涯。其在马刺队的20号球衣也于2019年3月28日，馬刺主場對騎士的比賽中高掛。

## 早年
吉诺比利出生於阿根廷一個意大利裔籃球運動員家庭，因此他擁有阿根廷和意大利的雙重國籍。而鑒於對麥可·喬丹的崇拜，吉诺比利對籃球的熱愛迅速增長。1995年成為職業籃球運動員，1998年前往義大利打球。2001年，他率領博洛尼亞維圖斯奪得了意大利籃球甲級聯賽、意大利籃球杯賽和歐洲籃球聯賽的三個冠軍，並當選為歐洲籃球聯賽的最有價值球員。

## NBA生涯

### 聖安東尼奧馬刺 (2002–2018)
早在1999年NBA選秀，聖安東尼奧馬刺隊就在第二輪第57順位（當年的最後一個選秀順位）選中了吉诺比利。2002年，吉诺比利參加了世界籃球錦標賽，在與姚明、德克·諾維斯基、佩賈·斯托亞科維奇等人一同進入最佳陣容後，他終於答應了馬刺隊2年280萬美元的加盟條件，正式涉足NBA。
在新秀賽季中，吉诺比利一開始由於受到傷病困擾，表現平平，淪為史蒂夫·史密斯的替補。但在賽季末期，他逐漸適應了NBA的打法，成為格雷格·波波維奇手中的重要棋子，為馬刺最終奪取NBA總冠軍做出了貢獻。吉诺比利也隨之在阿根廷這個足球國度成名，受到了阿根廷總統內斯托·基什內爾的接見。
2005年被選入NBA明星賽，並再次隨隊奪得NBA總冠軍，也是馬刺隊的第三個總冠軍。
2005-06赛季，吉诺比利饱受伤病困扰，脚部和脚踝的伤势阻碍了他的比赛能力。他在常规赛中出战65场，但主要数据与上赛季相比有所下滑。季后赛期间，他恢复了状态，但未能阻止马刺队在半决赛中被达拉斯小牛队淘汰。
2006-07賽季中期有種言論就是吉諾比利打替補的話，馬刺隊會更好，波波維奇也在2007年1月問了吉諾比利關於此事的看法。
而吉諾比利也同意此事，吉諾比利的犧牲讓馬刺隊的輪換陣容更加平衡。儘管吉諾比利在75場比賽中只先發了36場，但他的數據與他在2004-05賽季的成功表現非常接近，這是他來到聖安東尼奧以來的第二低的先發次數。2007年NBA季後賽，他幫助馬刺隊擊敗了丹佛金塊隊、鳳凰城太陽隊和猶他爵士隊；隨後球隊橫掃克里夫蘭騎士隊，獲得吉諾比利的第三個NBA總冠軍，也是馬刺隊的第四個總冠軍。
2008年4月21日，NBA宣布吉諾比利獲得2008年年度最佳第六人，贏得124張第一名選票中的123張。
2009年10月31日，在對陣沙加緬度國王隊的比賽中，一隻蝙蝠降落在AT&T中心的球場上，導致比賽暫停。當蝙蝠飛過去時，吉諾比利用手將蝙蝠拍到了地上。然後他把這隻生物帶出了球場，贏得了人群的掌聲。2010年4月9日，馬刺隊和吉諾比利同意續簽一份為期三年、價值3900萬美元的合約，直至2012-13賽季。
2011年吉諾比利職業生涯第二次入選NBA明星賽，並入選NBA最佳陣容第三隊。
2012-13賽季，馬刺隊晉級NBA總決賽，對陣邁阿密熱火隊。在馬刺隊第五場比賽中，吉諾比利拿下賽季最高的24分，幫助球隊以3-2領先。然而，馬刺隊隨後輸掉了第六場和第七場比賽錯失總冠軍。
2013年7月11日，吉諾比利與馬刺隊續約兩年。2013-14賽季，馬刺隊取得了聯盟最佳戰績62勝20負。吉諾比利在年度最佳第六人投票中名列第三。在西部決賽對陣雷霆隊的第一場比賽中，鄧肯、帕克和吉諾比利三巨頭取得了職業生涯第110場季後賽勝利，追平了洛杉磯湖人隊的魔術師約翰遜、卡里姆·阿卜杜勒·賈巴爾和邁克爾·庫珀的季後賽勝利數。馬刺隊再次闖入NBA總決賽，他們連續第二年面對熱火隊。這一次，他們統治了整個系列賽，以4-1獲勝，吉諾比利在馬刺隊贏得了他的第四個NBA總冠軍；奪得了球隊的第五個總冠軍。
2015年7月20日，吉諾比利與馬刺隊續約。2016年1月14日，在戰勝克利夫蘭騎士隊的比賽中，吉諾比利打了他的第900場NBA比賽，全部是在馬刺隊。
2016年7月14日，吉諾比利與馬刺隊續約。2016年11月9日，在輸給休士頓火箭隊的比賽中，吉諾比利成為第15位達到13,000分的二輪選秀球員，並與拉沙德·路易斯一起成為NBA歷史上唯一一位職業生涯得到13,000分和至少1,300個三分球的二輪選秀球員。
2017年5月12日，西區準決賽對陣火箭隊的第五戰，於延長賽領先3分時封蓋詹姆斯·哈登的投射，幫助馬刺隊拿下天王山的勝利，最後也成功淘汰火箭隊，晉級西區決賽。
2017年8月24日，吉諾比利與馬刺隊續約。2017年11月4日，馬刺以108比101險勝黃蜂隊；吉諾比利取得10分、4籃板、5助攻、2抄截的成績，也是吉諾比利為馬刺隊效力第1000場例行賽。
2018年1月6日，馬刺隊主場迎戰太陽隊，馬刺隊以103比89擊敗太陽隊；吉諾比利取得21分、1籃板、3助攻、2抄截、1阻攻的成績，也是2017-18賽季，第二位在40歲得分超過二十分的球員，前一位文斯·卡特。1月8日，馬刺隊客場三連戰，首戰波特蘭拓荒者隊，馬刺隊以1分之差敗給拓荒者隊；吉諾比利繳出26分、4籃板、2助攻，上一次在40歲的年紀，連續兩場得分超過20分的球員是麥可·喬丹；吉諾比利是NBA首位以替補身分在40歲連續兩場取得20分貢獻的球員。2018年NBA全明星賽投票, 球迷結果雖然高達180多萬票，不過仍遺憾未進明星賽。吉諾比利本人也表示謝謝球迷的義氣相挺。
2018年8月27日，宣佈從馬刺隊退休。

## 國際賽生涯
2004年，吉诺比利身穿5號球衣率領阿根廷國家男子籃球隊奪得了雅典奧運會男子籃球金牌，獲得2004年雅典奧運男子籃球最有價值球員。
2008年，吉诺比利率領阿根廷國家男子籃球隊奪得了北京奧運會男子籃球銅牌。
2012年，吉诺比利率領阿根廷國家男子籃球隊在倫敦奧運會男子籃球奪得第四名。其中在雅典奧運時對上法國代表隊一役，更被球迷津津樂道──與法國隊的控球後衛、馬刺隊隊友「法國跑車」托尼·帕克進行了對決，最後是由「刺客」帶走了勝利。
2016年，吉諾比利代表阿根廷參加里約奧運會男籃比賽，止步於四強賽。同年8月18日，吉諾比利宣布退出阿根廷國家隊。

## 晚餐文化
除了身為王牌替補，吉諾比利還為馬刺帶來家鄉的一種文化：吃晚餐。這項阿根廷黃金世代的傳統，藉由全隊一起吃晚餐，球員們可以聊得天南地北，更能凝聚人心，為接下來的賽事帶來重大的正向影響。吉諾比利將這套晚餐文化帶進黑衫軍，後來麥克·布丹霍澤與史蒂夫·科爾離開馬刺後，也先後把這種文化移植入老鷹與勇士。

## 職業生涯數據統計

### NBA例行賽數據統計
| 賽季     | 球隊           | 出賽 | 先發 | 平均上場時間(分鐘) | 投籃命中率(%) | 三分球命中率(%) | 罰球命中率(%) | 平均籃板 | 平均助攻 | 平均抄截 | 平均阻攻 | 平均得分 |
| -------- | -------------- | ---- | ---- | ------------------ | ------------- | --------------- | ------------- | -------- | -------- | -------- | -------- | -------- |
| 2002–03† | 聖安東尼奧馬刺 | 69   | 5    | 20.7               | 43.8          | 34.5            | 73.7          | 2.3      | 2.0      | 1.4      | 0.2      | 7.6      |
| 2003–04  | 聖安東尼奧馬刺 | 77   | 38   | 29.4               | 41.8          | 35.9            | 80.2          | 4.5      | 3.8      | 1.8      | 0.2      | 12.8     |
| 2004–05† | 聖安東尼奧馬刺 | 74   | 74   | 29.6               | 47.1          | 37.6            | 80.3          | 4.4      | 3.9      | 1.6      | 0.4      | 16.0     |
| 2005–06  | 聖安東尼奧馬刺 | 65   | 56   | 27.9               | 46.2          | 38.2            | 77.8          | 3.5      | 3.6      | 1.6      | 0.4      | 15.1     |
| 2006–07† | 聖安東尼奧馬刺 | 75   | 36   | 27.5               | 46.4          | 39.6            | 86.0          | 4.4      | 3.5      | 1.5      | 0.4      | 16.5     |
| 2007–08  | 聖安東尼奧馬刺 | 74   | 23   | 31.0               | 46.0          | 40.1            | 86.0          | 4.8      | 4.5      | 1.5      | 0.4      | 19.5     |
| 2008–09  | 聖安東尼奧馬刺 | 44   | 7    | 26.8               | 45.4          | 33.0            | 88.4          | 4.5      | 3.6      | 1.5      | 0.4      | 15.5     |
| 2009–10  | 聖安東尼奧馬刺 | 75   | 21   | 28.7               | 44.1          | 37.7            | 87.0          | 3.8      | 4.9      | 1.4      | 0.3      | 16.5     |
| 2010–11  | 聖安東尼奧馬刺 | 80   | 79   | 30.3               | 43.3          | 34.9            | 87.1          | 3.7      | 4.9      | 1.5      | 0.4      | 17.4     |
| 2011–12  | 聖安東尼奧馬刺 | 34   | 7    | 23.3               | 52.6          | 41.3            | 87.1          | 3.4      | 4.4      | 0.7      | 0.4      | 12.9     |
| 2012–13  | 聖安東尼奧馬刺 | 60   | 0    | 23.2               | 42.5          | 35.3            | 79.6          | 3.4      | 4.6      | 1.3      | 0.2      | 11.8     |
| 2013–14† | 聖安東尼奧馬刺 | 68   | 3    | 22.8               | 46.9          | 34.9            | 85.1          | 3.0      | 4.3      | 1.0      | 0.3      | 12.3     |
| 2014–15  | 聖安東尼奧馬刺 | 70   | 0    | 22.7               | 42.6          | 34.5            | 72.1          | 3.0      | 4.2      | 1.0      | 0.3      | 10.5     |
| 2015–16  | 聖安東尼奧馬刺 | 58   | 0    | 19.6               | 45.3          | 39.1            | 81.3          | 2.5      | 3.1      | 1.1      | 0.2      | 9.6      |
| 2016–17  | 聖安東尼奧馬刺 | 69   | 0    | 18.7               | 39.0          | 39.2            | 80.4          | 2.3      | 2.7      | 1.2      | 0.2      | 7.5      |
| 2017–18  | 聖安東尼奧馬刺 | 65   | 0    | 20.0               | 43.4          | 33.3            | 84.0          | 2.2      | 2.5      | 0.7      | 0.2      | 8.9      |
| 生涯     | 生涯           | 1057 | 349  | 25.4               | 44.7          | 36.9            | 82.7          | 3.5      | 3.8      | 1.3      | 0.3      | 13.3     |
| 明星賽   | 明星賽         | 2    | 0    | 21.0               | 38.5          | 0.0             | 83.3          | 3.0      | 3.0      | 2.0      | 0.5      | 7.5      |

### NBA季後賽數據統計
| 季後賽   | 球隊           | 出賽 | 先發 | 平均上場時間(分鐘) | 投籃命中率(%) | 三分球命中率(%) | 罰球命中率(%) | 平均籃板 | 平均助攻 | 平均抄截 | 平均阻攻 | 平均得分 |
| -------- | -------------- | ---- | ---- | ------------------ | ------------- | --------------- | ------------- | -------- | -------- | -------- | -------- | -------- |
| 2002–03† | 聖安東尼奧馬刺 | 24   | 0    | 27.5               | 38.6          | 38.4            | 75.7          | 3.8      | 2.9      | 1.7      | 0.4      | 9.4      |
| 2003–04  | 聖安東尼奧馬刺 | 10   | 0    | 28.0               | 44.7          | 28.6            | 81.8          | 5.3      | 3.1      | 1.7      | 0.1      | 13.0     |
| 2004–05† | 聖安東尼奧馬刺 | 23   | 15   | 33.6               | 50.7          | 43.8            | 79.5          | 5.8      | 4.2      | 1.2      | 0.3      | 20.8     |
| 2005–06  | 聖安東尼奧馬刺 | 13   | 11   | 32.8               | 48.4          | 33.3            | 83.9          | 4.5      | 3.0      | 1.5      | 0.5      | 18.4     |
| 2006–07† | 聖安東尼奧馬刺 | 20   | 0    | 30.1               | 40.1          | 38.4            | 83.6          | 5.5      | 3.7      | 1.7      | 0.2      | 16.7     |
| 2007–08  | 聖安東尼奧馬刺 | 17   | 6    | 32.9               | 42.2          | 37.3            | 89.6          | 3.8      | 3.9      | 0.6      | 0.3      | 17.8     |
| 2009–10  | 聖安東尼奧馬刺 | 10   | 10   | 35.2               | 41.4          | 33.3            | 86.6          | 3.7      | 6.0      | 2.6      | 0.2      | 19.4     |
| 2010–11  | 聖安東尼奧馬刺 | 5    | 5    | 34.8               | 44.3          | 32.1            | 78.0          | 4.0      | 4.2      | 2.6      | 0.6      | 20.6     |
| 2011–12  | 聖安東尼奧馬刺 | 14   | 2    | 27.9               | 44.8          | 33.8            | 85.7          | 3.5      | 4.0      | 0.7      | 0.3      | 14.4     |
| 2012–13  | 聖安東尼奧馬刺 | 21   | 3    | 26.7               | 39.9          | 30.2            | 73.8          | 3.7      | 5.0      | 1.1      | 0.3      | 11.5     |
| 2013–14† | 聖安東尼奧馬刺 | 23   | 0    | 25.5               | 43.9          | 39.0            | 86.2          | 3.3      | 4.1      | 1.6      | 0.1      | 14.3     |
| 2014–15  | 聖安東尼奧馬刺 | 7    | 0    | 18.7               | 34.9          | 36.4            | 78.3          | 3.4      | 4.6      | 0.6      | 0.9      | 8.0      |
| 2015–16  | 聖安東尼奧馬刺 | 10   | 0    | 19.2               | 42.6          | 42.9            | 78.3          | 2.7      | 2.5      | 0.8      | 0.3      | 6.7      |
| 2016–17  | 聖安東尼奧馬刺 | 16   | 1    | 17.8               | 41.2          | 22.5            | 73.9          | 2.4      | 2.4      | 1.0      | 0.1      | 6.6      |
| 2017–18  | 聖安東尼奧馬刺 | 5    | 0    | 21.4               | 40.5          | 33.3            | 81.8          | 3.0      | 3.2      | 1.4      | 0.2      | 9.0      |
| 生涯     | 生涯           | 218  | 53   | 27.9               | 43.3          | 35.8            | 81.7          | 4.0      | 3.8      | 1.3      | 0.3      | 14.0     |

### 歐洲籃球聯賽數據統計
| 賽季     | 球隊             | 出賽 | 先發 | 平均上場時間(分鐘) | 投籃命中率(%) | 三分球命中率(%) | 罰球命中率(%) | 平均籃板 | 平均助攻 | 平均抄截 | 平均阻攻 | 平均得分 | 性能指數 |
| -------- | ---------------- | ---- | ---- | ------------------ | ------------- | --------------- | ------------- | -------- | -------- | -------- | -------- | -------- | -------- |
| 2000–01† | 波隆那籃球俱樂部 | 22   | 20   | 29.7               | 44.5          | 29.1            | 77.8          | 4.1      | 2.0      | 2.9      | 0.3      | 15.2     | 15.9     |
| 2001–02  | 波隆那籃球俱樂部 | 22   | 22   | 28.4               | 45.0          | 34.0            | 77.8          | 3.8      | 3.0      | 2.5*     | 0.3      | 15.9     | 17.1     |
| 生涯     | 生涯             | 44   | 42   | 29.1               | 44.8          | 31.5            | 77.8          | 4.0      | 2.5      | 2.7      | 0.3      | 15.5     | 16.5     |

## 榮譽
| 獎項 - 2×義大利籃球甲級聯賽MVP（2001、2002） - 3×義大利籃球甲級聯賽全明星賽（1999、2000、2001） - 歐洲籃球聯賽總決賽最有價值球員（2001） - 2×歐洲籃球聯賽總決賽最佳射手（2001、2002） - 美洲盃籃球賽最有價值球員（2001） - 美洲盃籃球賽全錦標賽團隊（2011） - 義大利盃最有價值球員（2002） - 2×世界盃籃球賽全錦標賽陣容（2002、2006） - 奧林匹亞獎（2003、2004） - 2×NBA全明星賽（2005、2011） - 歐洲籃球聯賽50週年紀念隊（2008） - NBA年度最佳第六人（2008） - KONEX獎（2010） - 露天看台體育NBA百大傳奇球星 - 2×NBA年度第三隊（2008、2011） | 稱謂 - 義大利籃球甲級聯賽總冠軍（2001） - 2×義大利盃冠軍（2001、2002） - 歐洲籃球聯賽總冠軍（2001） - 三冠王優勝（2001） - 2×美洲盃籃球賽 金牌（2001、2011） - 世界盃籃球賽 銀牌（2002） - 4×NBA總冠軍（2003、2005、2007、2014） - 夏季奧林匹克運動會 金牌（2004） - 夏季奧林匹克運動會 銅牌（2008） - 鑽石盃洲際籃球賽 金牌（2008） |

## 外部連結
- 马努·吉诺比利在fiba.basketball（英语）
- 马努·吉诺比利在archive.fiba.com（存檔）（英语）
- 马努·吉诺比利在NBA官網（英语）
- 马努·吉诺比利在歐洲籃球聯賽官網（英语）
- 马努·吉诺比利在意大利篮球甲级联赛官網（意大利语）
- 马努·吉诺比利在Basketball-Reference.com（NBA）（英语）
- 马努·吉诺比利在Basketball-Reference.com（國際）（英语）
- 马努·吉诺比利在ESPN（NBA）（英语）
- 马努·吉诺比利在Eurobasket.com（球員）（英语）
- 马努·吉诺比利在Proballers（英语）
- 马努·吉诺比利在RealGM（球員）（英语）
- 马努·吉诺比利在奈史密斯篮球名人纪念堂（英语）
- 马努·吉诺比利在Olympics.com（英语）
- 马努·吉诺比利在Olympedia（英语）
- 马努·吉诺比利在Argentine Olympic Committee（西班牙语）